# 周世澤
周世澤（1625年8月18日—？年），字其生，浙江省山陰縣人，寄籍順天府大興縣，清朝政治人物。

## 生平
治詩經，順治十一年甲午科中舉順天鄉試第一百七十八名舉人 ，順治十八年辛丑科會試第366名，殿試三甲進士，兵部觀政。康熙七年（1668年）任四川省鄰水縣知縣，《鄰水縣志》述其「才能優長，賢奸立辨」，「甄拔士類，時稱藻鑑」。